# Goud, wierook en mirre

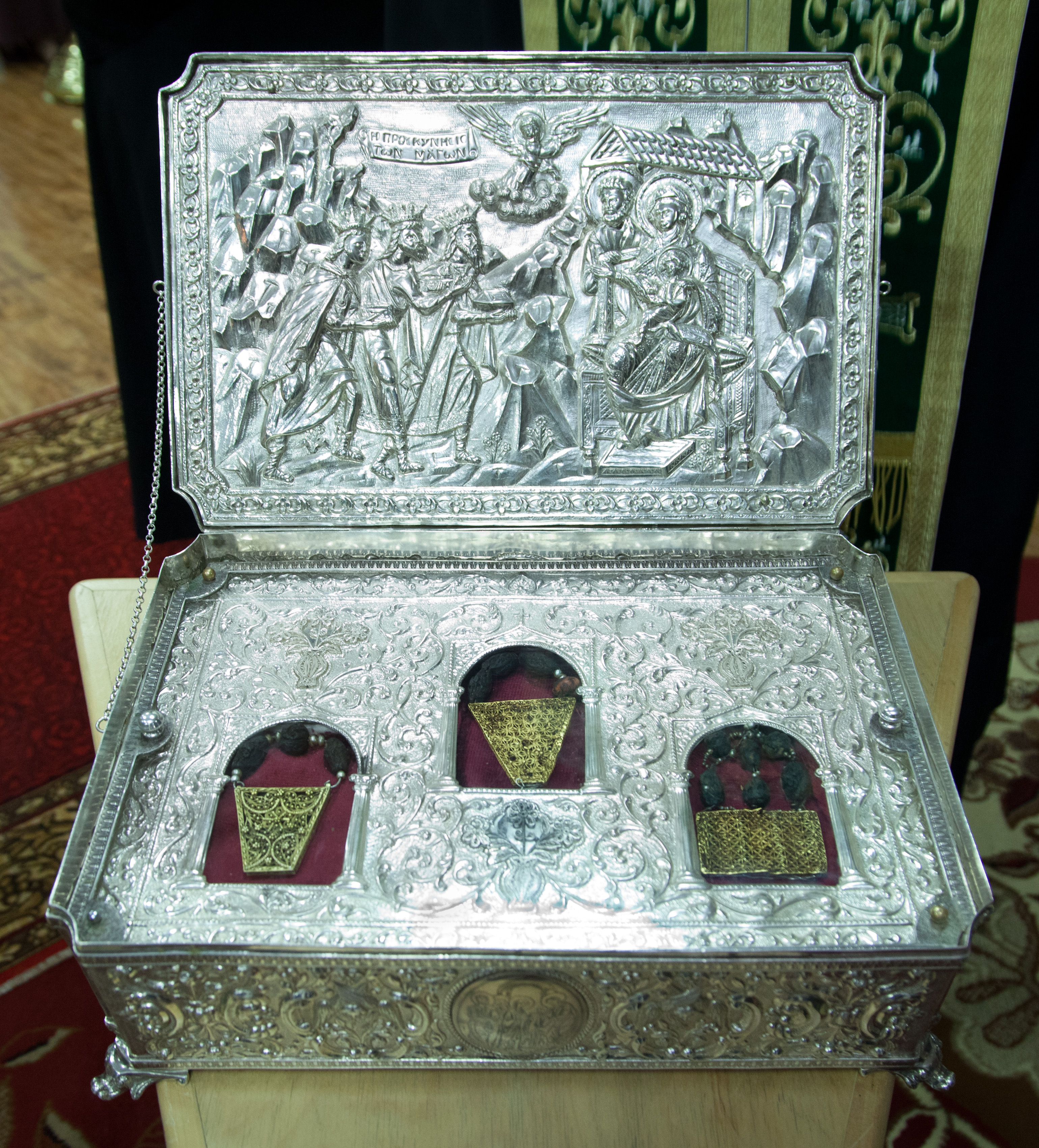
De geschenken van de Wijzen uit het Oosten

Goud, wierook en mirre zijn, volgens het Evangelie volgens Matteüs, de geschenken die de jonge Jezus door de Wijzen uit het Oosten kreeg aangeboden.
Over de vraag waarom juist deze geschenken werden aangeboden, bestaat onder deskundigen geen overeenstemming.
De eenvoudigste verklaring, die bijvoorbeeld door de samenstellers van de Statenvertaling wordt gegeven, is dat goud, wierook en mirre de kostbaarste geschenken waren die destijds in Arabië ('het Oosten') te vinden waren.
Een andere verklaring wordt in bijvoorbeeld het antifoon 'Ab oriente' ('Uit het Oosten') gegeven. De geschenken hebben daarin symbolische waarde: goud zou Jezus' aardse koningschap symboliseren; wierook symboliseert de goddelijkheid van Jezus en mirre verwijst naar Jezus' uiteindelijke begrafenis. De tekst van dit antifoon staat aan de basis van middeleeuwse 'Magi-spelen'. In een vergelijkbare verklaring staat mirre niet voor Jezus' begrafenis, maar voor zijn status van Gezalfde/Messias. (De zalving vond plaats met nardus of mirre.)
In het boek 'De Reizen van Marco Polo', in het Nederlands laatstelijk vertaald als 'De wonderen van de Oriënt', worden de drie gaven van de drie koningen of wijzen uitgelegd als symbolen van de drie wereldlijke machten die zij aan deze zuigeling Jezus overhandigden en schonken. Goud staat daarin symbool voor de stoffelijke macht, wierook voor de geestelijke macht en mirre voor de genezende macht.

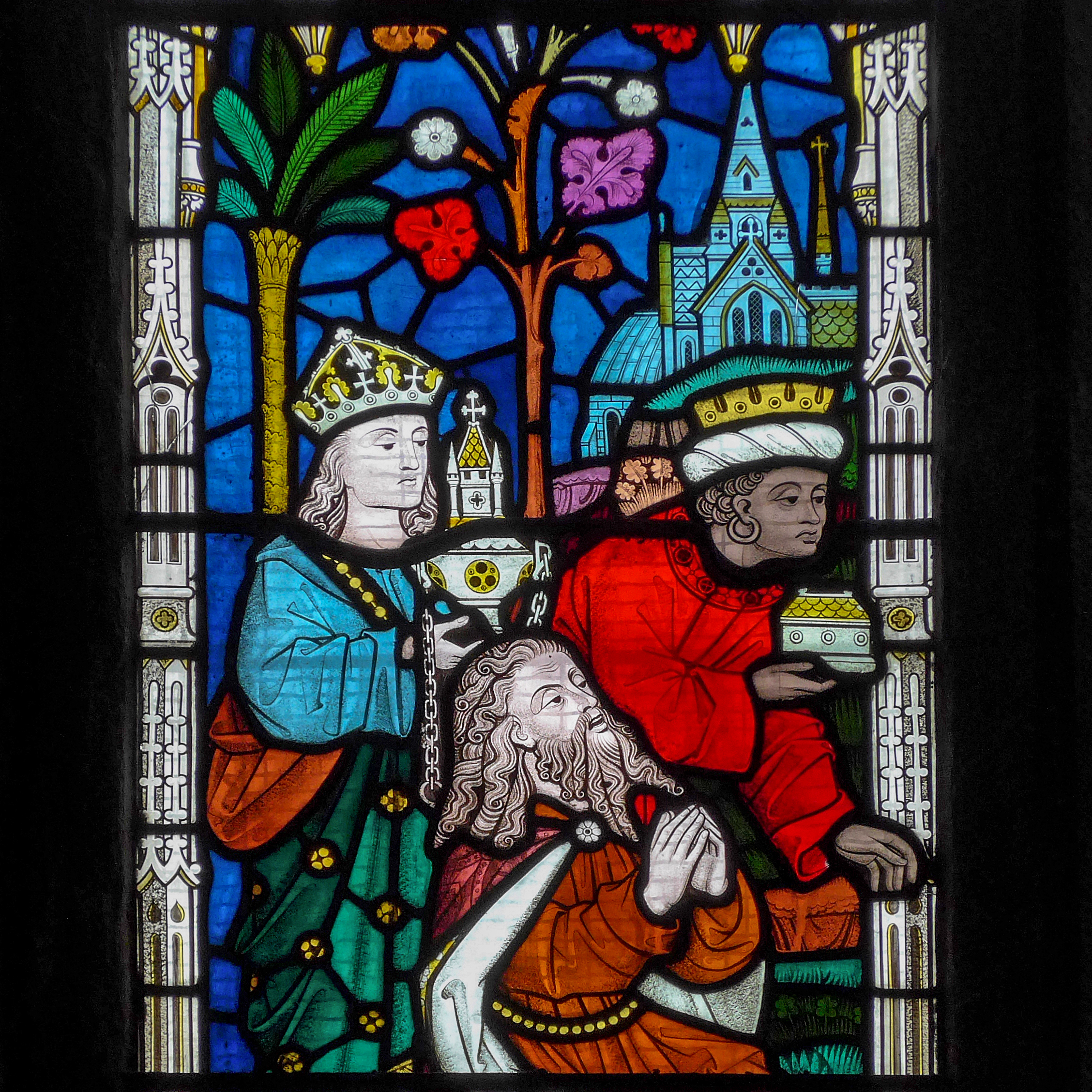
De Wijzen uit het Oosten met hun geschenken in de All Saints' Church in Otley, West Yorkshire

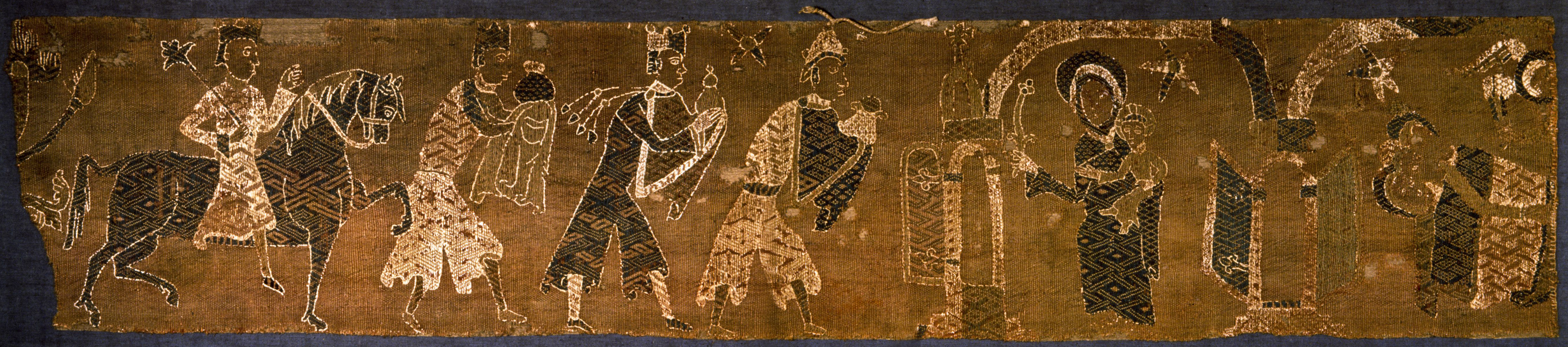
De geschenken van de Wijzen uit het Oosten op een tapijt uit de 12e of 13e eeuw in de Høylandet kirke, Nord-Trøndelag